# Tanagura Barat
Tanagura Barat is een bestuurslaag in het regentschap Bangkalan van de provincie Oost-Java, Indonesië. Tanagura Barat telt 1013 inwoners (volkstelling 2010).